# 公館後
公館後，是臺灣新北市三峽區的一個地名，位於該區北部三峽河左岸，三峽老聚落「三角湧」的北邊一帶。以行政區而言，範圍大致包括永館里不含東南端及西南端及東北端、鳶山里東部、龍學里西南部、龍埔里西南部。
該地區南部中段與三峽地區交界地帶為全區行政中心所在地。

## 歷史
台灣清治末期至日治初期，公館後地區為一街庄，稱為「公館後庄」，隸屬於海山堡。該庄昔日西北、北及東北隔大漢溪主流及最右分流與南靖厝庄、隆恩埔庄、劉厝埔庄為界，東南隔三峽河與礁溪庄為界，南邊是三角湧庄、中埔庄，西南邊為鳶山庄。
1901年（日治明治三十四年）11月，該庄隸屬於桃園廳，編入第十九區。1905年（明治三十八年）7月，第十九區改稱「三角湧區」。1920年（大正九年），該庄改制並改名為「公館後」大字，隸屬於臺北州海山郡三峽街，大字下有「公館後」、「隆恩埔」、「劉厝埔」小字名。
戰後三峽街改制為三峽鎮，隸屬於臺北縣，大字亦改制為里。2010年12月，臺北縣升格為新北市，三峽鎮改制為三峽區。

## 河道變遷
從前大嵙崁溪（大漢溪）至三角湧附近（公館後地區西北部），因地勢低平，河面加寬，形成網狀河道。三峽溪（三峽河與橫溪各自注入大嵙崁溪分流河道，三峽溪於劉厝埔匯入分流，為橫溪匯注點之上游約八百公尺處。其後因河沙堆積，河床日漸昇高，導致分流消退，原本兩溪匯注處之大嵙崁溪分流河道成為三峽溪河道之延伸，因而形成今日三峽溪納橫榽之勢。
由於大漢溪主流河道北移，舊主流及各分流河道淤積成為陸地，使得公館後地區與南靖厝、隆恩埔、劉厝埔之間也變成陸地相連。

## 交通
國道3號大致以東北－西南走向穿越公館後地區西北部，在境內與市道110號（復興路）交會處設有三鶯交流道，由此往東北可前往中和、新店、深坑、汐止、基隆等地，往西南可前往大溪、龍潭、關西及中南部各地。
市道110號是連絡大園、新店的道路，經過本地區核心地帶。由該道路往西可前往鶯歌、八德、桃園、大園等地，往東可前往新店。
鄉道北85線（民生街）是山佳至溪墘寮的道路，大致以東北－西南走向經過三峽地區，往北可前往柑園、山佳等地，往西南轉南可前往麻園地區的溪墘寮接上省道台3線（中正路二段）。

## 學校
- 國立臺北大學（部分）
- 三峽國中（大部分）
- 三峽國小（大部分）